# Flora Boreali-Americana (книга Мишо)
Flora Boreali-Americana («Североамериканская флора») — опубликованная в 1803 году работа в двух томах, написанная французским ботаником Андре Мишо (1746—1802).
Стандартное обозначение названия книги при использовании в номенклатурных цитатах — Fl. Bor.-Amer.

## Общая информация
Полное название работы — Flora boreali-americana, sistens caracteres plantarum quas in America septentrionali collegit et detexit Andreas Michaux, Instituti Gallici Scientiarum, necnon Societatis Agriculturæ Caroliniensis socius.
Книга была впервые напечатана 19 марта 1803 года в Париже и Страсбурге. Первый том, Tomus primus, включал в себя 340 страниц (10 страниц занимало вступление) и 29 чёрно-белых гравюр на меди по рисункам Пьера-Жозефа Редуте. Второй том состоял из 343 страниц (из которых 3 занимало вступление) и 22 гравюр.
В 1820 году «Флора» была переиздана в Париже, однако изменены были лишь титульные страницы томов. В 1974 году в Нью-Йорке было издано факсимиле первого издания. К нему прилагались 46 страниц вступления, написанного Джозефом Эндорфером Юэном.
По мнению К. Кунта (1829) и Э. Грея (1841), автором основной части являлся не Мишо, а известный ботаник Луи Клод Ришар. Грей считал, что Мишо попросту не обладал соответствующими ботаническими навыками для издания фундаментальной монографии флоры Северной Америки. В качестве дополнительного аргумента Грей указывал на наличие в гербарии Ришара образцов почти всех описанных во «Флоре» растений. К. Ф. Ф. Марциус в 1840 году писал, что, вероятно, автором большинства описаний был Ришар, а Мишо был лишь редактором работы. Тем не менее, автором названий растений и всей работы должен считаться Андре Мишо.